# Foldingbro
Foldingbro – miasto w Danii, w regionie Dania Południowa, w gminie Vejen.